# Парламентские выборы в Германии (1924, май)
Вторые парламентские выборы в Веймарской Республике прошли 4 мая 1924 года. Выборы продолжили тенденцию прошлых, ослабив республиканские и центристские, а также усилив антиреспубликанские правые и КПГ.

## Предвыборная кампания
Правые и левые радикальные силы, что активно противостояли парламентской представительной республике, а также ранее запрещённые на короткий срок в 1923 году, вступили в избирательную кампанию с радикальными лозунгами. А после октябрьского восстания, которое провалилось, левое революционное крыло, созданное на условиях и установках коминтерна, окончательно захватило власть внутри КПГ.
Новообразованная НСДАП к выборам всё ещё была запрещена и оставалась без своего лидера — Адольфа Гитлера, который находился в тюрьме после Пивного путча 1923 года. Некоторые сторонники НСДАП, а также их деятелей, объединились с НСОД — отколовшаяся от НННП новообразованной партией.
Сама же НННП проводила широкую агитацию среди разорившихся и пострадавших от инфляции буржуазии, а также активно пользовалась конфликтами внутри ННП, где сформировалась национал-либеральная ассоциация во главе Хьюго Стиннеса, которые позже будут исключены из партии, перетянув с собой часть электората в пользу НННП. Сама же ННП имела планы формирования коалиции с СДПГ, несмотря на политические разногласия.
СДПГ же к выборам пришла с глубоким внутрипартийным кризисом из-за саксонской полемики. Так, 4 января 1924 года, в Саксонии Макс Хельдт от имени партии возглавил коалицию с НДП и ННП, что встретило значительное недовольство и сопротивление со стороны местного отделения партии. В итоге, спор о допустимости такой коалиции перекинулся на всю партию. В итоге, СДПГ раскололась на два крыла: Отто Вельса, что выступала за коалицию с буржуазными партиями, и Пола Леви, что представлял левое крыло и требовал проводить последовательную оппозиционную политику.
Сама же страна встретила выборы на самом пике инфляции, когда только началась стабилизация с использованием рентной марки, что вызывало глобальные социальные трудности, а также многочисленные потрясения и путчи, что происходили с 1920 по 1923 года. Другим важным аспектом стал план Дауэса по репарациям Германии после ПМВ. Также, правительство во главе Вильгельма Маркса из партии Центра в своём предвыборном лозунге, сообщали о планах замены оккупацию Рура на экономический контроль, с чем согласились оппозиционные социал-демократы. На этом фоне же, антиреспубликанские силы в пангерманском объединении выдвигали тезисы о этнической диктатуры, «втором Версале». КПГ же поставили во главу агитации «борьбу с порабощением немецкого пролетариата».

## Результат выборов
Выборы окончились значительным набором голосов радикальных сил и тяжким поражением умеренных. НННП смогли увеличить число голосов за себя на 1.4 млн голосов по сравнению с прошлыми выборами, а доля голосов переменилась с 15.1% до 19.5%, сделав их второй по размеру партией. Продолжатель же НСДАП — НСОД смогла получить 1.9 млн голосов, получив 6.5% всех голосов, хоть и значимая часть избирателей ещё и держалась за НННП. В целом, до четверти избирателей проголосовали за ультраправые или антиреспубликанские силы.
Сравнительно стабильными оказалась партия Центра и Баварская народная партия, чьи потери не были больше полутора процентов.
Среди левых политических сил можно было наблюдать две тенденции: марксистские партии, которые находились в разногласиях друг с другом, потеряли большую часть поддержки —  до двух миллионов избирателей отвернулись от левых сил и даже с объединением НСДПГ и СДПГ, партия потеряла полтора процента избирателей. Оставшаяся часть от НСДПГ, что продолжила свою деятельность, вовсе не смогла пройти в парламент. Отколовшиеся от СДПГ и НСДПГ силы, как например Социалистическая лига, также были разгромлены и получали менее процента голосов. Выборы стали настоящей катастрофой для СДПГ и умеренных левых сил.
Большинство избирателей НСДПГ переходили к КПГ, что позволило им получить значимый прирост голосов и стать четвёртой по размеру партией в стране.
| Состав II-го созыва Рейхстага Веймарской Республики | Состав II-го созыва Рейхстага Веймарской Республики | Состав II-го созыва Рейхстага Веймарской Республики | Состав II-го созыва Рейхстага Веймарской Республики | Состав II-го созыва Рейхстага Веймарской Республики |
| Партия                                              | Голосов                                             | %                                                   | Мест                                                | Изменение                                           |
| --------------------------------------------------- | --------------------------------------------------- | --------------------------------------------------- | --------------------------------------------------- | --------------------------------------------------- |
| Социал-демократическая партия Германии              | 6 008 905                                           | 20,5%                                               | 100                                                 | ▼-13, -1%                                           |
| Немецкая национальная народная партия               | 5 696 475                                           | 19,5%                                               | 95                                                  | ▲+29, +5%                                           |
| Католическая партия центра                          | 3 914 379                                           | 13,4%                                               | 65                                                  | ▼-2, -0%                                            |
| Коммунистическая партия Германии                    | 3 693 280                                           | 12,6%                                               | 62                                                  | ▲+60, +11%                                          |
| Немецкая народная партия                            | 2 694 381                                           | 9,2%                                                | 45                                                  | ▼-1, -1%                                            |
| Национал-социалистическое освободительное движение  | 1 918 329                                           | 6,6%                                                | 32                                                  | ▬ новая партия                                      |
| Немецкая демократическая партия                     | 1 655 129                                           | 5,7%                                                | 28                                                  | ▼-17, -3%                                           |
| Баварская народная партия                           | 946 648                                             | 3,2%                                                | 16                                                  | ▼-4, -1%                                            |
| Аграрная лига (земельный лист)                      | 574 939                                             | 1,96%                                               | 10                                                  | ▬ новая партия                                      |
| Экономическая партия Германского среднего класса    | 500 820                                             | 1,7%                                                | 7                                                   | ▬ новая партия                                      |
| Германская социальная партия                        | 333 427                                             | 1,1%                                                | 4                                                   | ▲+4, +1%                                            |
| Немецко-Ганноверская партия                         | 319 792                                             | 1,1%                                                | 5                                                   | ▬ без изменений                                     |
| Независимая социал-демократическая партия Германии  | 236 142                                             | 0,8%                                                | 0                                                   | ▼-84, -17%                                          |
| Баварский крестьянский союз                         | 192 786                                             | 0,7%                                                | 3                                                   | ▼-1, -0%                                            |
| Прочие партии                                       | 596 266                                             | 1,2%                                                | 0                                                   | ▬ без изменений                                     |
| Общий результат                                     | 29 281 798                                          | 100%                                                | 472                                                 | ▲21 новое место                                     |